# Lufthansa
A Deutsche Lufthansa AG (IATA: LH, ICAO: DLH, Hívójel: LUFTHANSA), más nevén Lufthansa Németország nemzeti és Európa második legnagyobb légitársasága. Az egyike az 1997-ben alakult Star Alliance légiszövetség öt alapító tagjának.
A Lufthansa az Austrian Airlines, a Swiss International Air Lines, a Brussels Airlines és az Eurowings (a Lufthansa által angolul Passenger Airline Group néven emlegetett utasszállító légitársaságok) mellett a Lufthansa-csoport részeként több, a légi közlekedéshez kapcsolódó vállalat, például a Lufthansa Technik és az LSG Sky Chefs tulajdonosa. A csoport összesen több mint 700 repülőgéppel rendelkezik, ami a világ egyik legnagyobb légitársasági flottájává teszi. A Lufthansa-csoportnak jelenleg több mint 138 000 alkalmazottja van világszerte.
A székhelye és vállalati központja Kölnben található. Bázisai a Frankfurti repülőtéren és a Müncheni repülőtéren találhatóak. 2010-ben több mint 90 millió légiutast szállított. A Lufthansa Cargo 2004-ben 1,753 millió tonna árut szállított.
A vállalatot Luftag néven 1953-ban alapították a náci Németország kormányával politikai kapcsolatban álló, majd a második világháború után megszűnt Deutsche Luft Hansa munkatársai. A Lufthansa egyike Földünk legnagyobb légitársaságainak.

## Története

### 1950-es évek: Háború utáni újraszerveződés

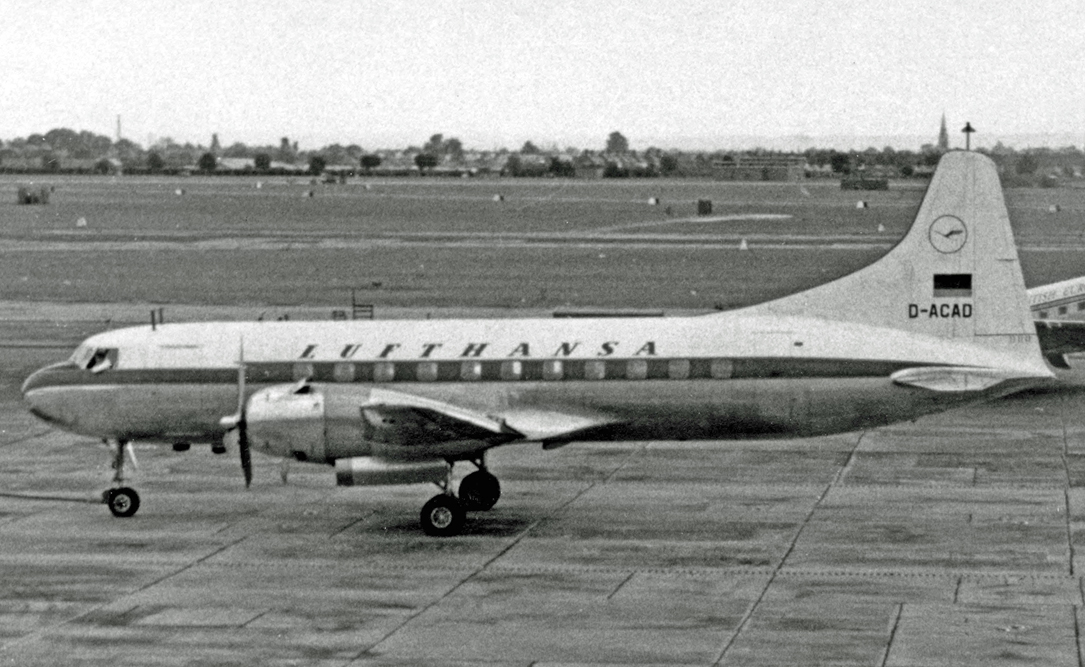
A Lufthansa első repülőgépe, egy Convair 340-es

A Lufthansa története 1926-ig nyúlik vissza, amikor Berlinben megalakult a Deutsche Luft Hansa A.G. (1933-tól Deutsche Lufthansa néven). A DLH, ahogyan ismerték, Németország nemzeti légitársasága volt 1945-ig, amikor a Harmadik Birodalom vereségét követően minden tevékenységét leállították; azóta bebizonyosodott, hogy a légitársaság kényszermunkára támaszkodott, és a Tempelhof repülőtér területén kényszermunkásokat szállásolt el. Egy új nemzeti légitársaság létrehozására törekedve 1953. január 6-án Kölnben megalapították az Aktiengesellschaft für Luftverkehrsbedarf (Luftag) nevű vállalatot, amelynek számos alkalmazottja a háború előtti Lufthansánál dolgozott; köztük volt Kurt Weigelt, egy háborús bűnökért elítélt náci, aki az új Lufthansa igazgatótanácsában szolgált, valamint Kurt Knipfer, aki 1929-től a náci párt tagja volt és 1933 és 1945 között a Luft Hansát vezette.
Nyugat-Németország még nem kapta meg a légtér feletti szuverenitását, így nem lehetett tudni, hogy az új légitársaság mikor kezdheti meg működését. Ennek ellenére 1953-ban a Luftag négy Convair CV-340-esre és négy Lockheed L-1049 Super Constellationre adott megrendelést, és a Hamburgi repülőtéren karbantartó bázist létesített. 1954. augusztus 6-án a Luftag 30 000 márkáért (ami ma 41 000 eurónak felel meg) megszerezte a felszámolt Deutsche Lufthansa nevét és logóját, és ezzel folytatta az ilyen nevű német nemzeti légitársaság hagyományát.

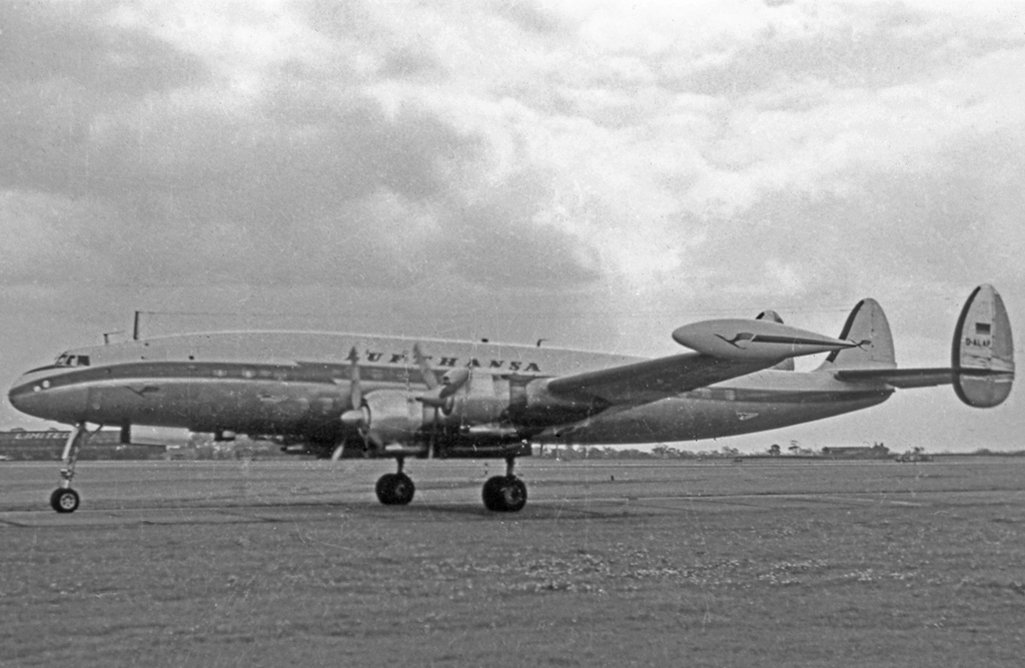
A Lufthansa Lockheed L-1049G Super Constellation által kiszolgált transzatlanti menetrend szerinti járata Hamburgból Montréalba és Chicagóba 1956 májusában.

1955. április 1-jén a Lufthansa engedélyt kapott belföldi menetrend szerinti járatok indítására Hamburg, Düsseldorf, Frankfurt, Köln és München között. Nemzetközi járatok 1955. május 15-én indultak Londonba, Párizsba és Madridba, majd ugyanezen év június 1-jétől Super Constellation típusú repülővel üzemeltetett járatok indultak New Yorkba és 1956 augusztusától az Atlanti-óceán déli részén túlra. 1958 augusztusában hetente tizenöt járat indult Németországból Kanadába és az Egyesült Államokba, hetente három Dél-Amerikába, három Teheránba és egy Bagdadba. Ezzel párhuzamosan a légitársaság marketingkampányt is indított, hogy népszerűsítse magát és Nyugat-Németországot. A kihívások közé tartozott az utazók ösztönzése arra, hogy a második világháborút követően az országba látogassanak, valamint az, hogy a Frankfurti repülőtéren található bázisukon keresztül más nemzetek számára is kínálhassanak szolgáltatásokat. Pontosabban, a Lufthansa erőfeszítései alakították és tükrözték a fogyasztás és a reklám modern formájának kialakulását a légi utazás értékesítésén keresztül. 1963-ra a kezdetben korlátozott PR-tevékenységet folytató légitársaság Nyugat-Németország imázsának egyik fő közvetítőjévé vált külföldön.
Berlin különleges státusza miatt a Lufthansa a német újraegyesítésig, 1990-ig nem repülhetett Berlin egyik részébe sem. Az eredetileg csak ideiglenesnek gondolt (és azzal a szándékkal, hogy a légitársaság központját és fő bázisát oda helyezik át, amint a politikai helyzet megváltozik), Németország felosztása a vártnál hosszabbnak bizonyult, ami fokozatosan oda vezetett, hogy a Frankfurti repülőtér lett a Lufthansa elsődleges bázisa.
Kelet-Németország 1955-ben megpróbálta létrehozni saját légitársaságát a Lufthansa névvel, de ez jogi vitához vezetett Nyugat-Németországgal, ahol a Lufthansa működött. A Német Demokratikus Köztársaság ehelyett 1963-ban nemzeti légitársaságként létrehozta az Interflugot, ami egybeesett az East German Lufthansa bezárásával.

### 1960-as évek: Sugárhajtású repülőgépek

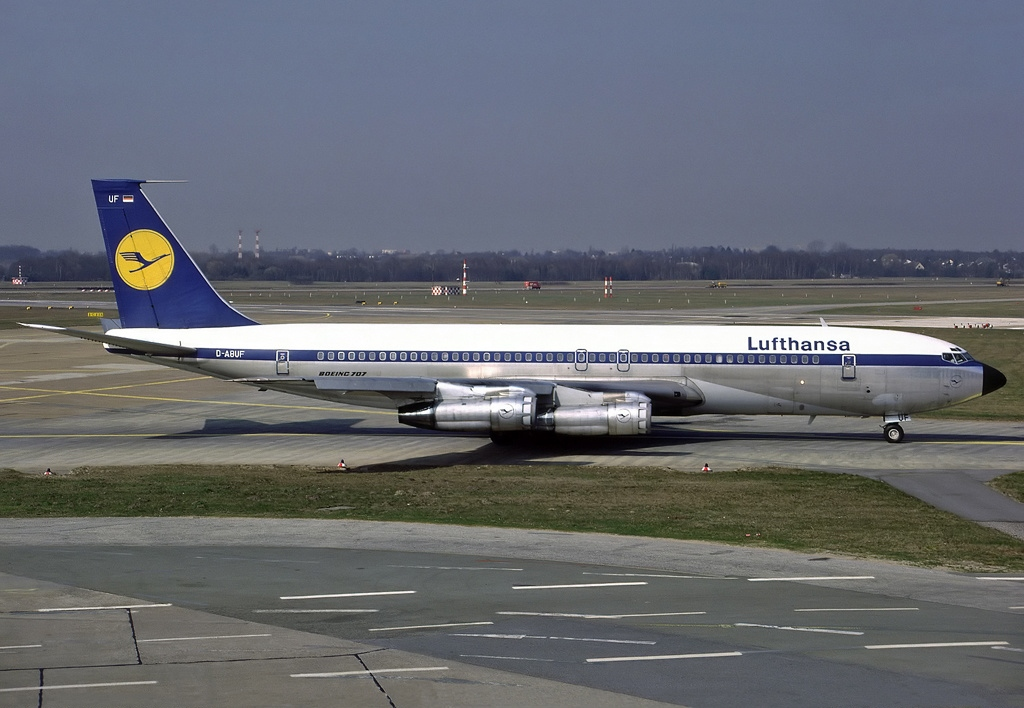
A Lufthansa egyik Boeing 707-ese a Hamburgi repülőtéren 1984-ben, nem sokkal a típus nyugdíjazása előtt

1958-ban a Lufthansa négy Boeing 707-est rendelt, és 1960 márciusában elindította Frankfurtból New Yorkba irányuló sugárhajtású járatait. Később Boeing 720B-ket vásároltak a 707-es flotta kiegészítésére. 1961 februárjában a távol-keleti útvonalaikat kiterjesztették a thaiföldi Bangkokon túl Hongkongra és Tokióra. 1962-ben a Lagos és Johannesburg is elérhetővé vált.
1966-ban elkezdték a cég részvényeinek tőzsdei forgalmazását.

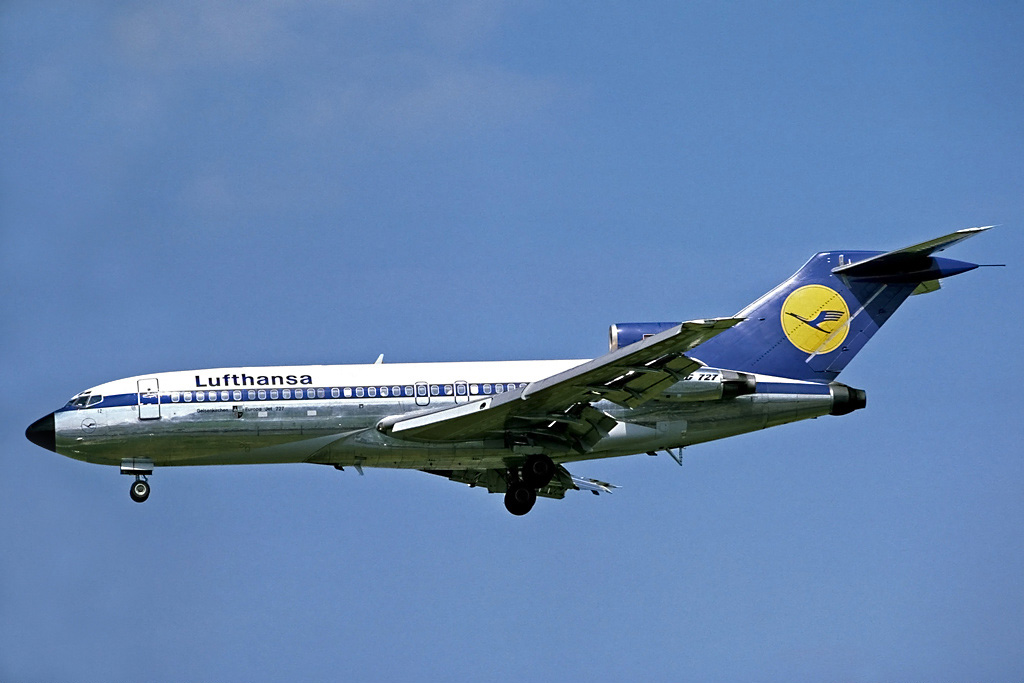
A Lufthansa egyik Boeing 727-100-as repülőgépe a London-Heathrow-i repülőtér megközelítése közben

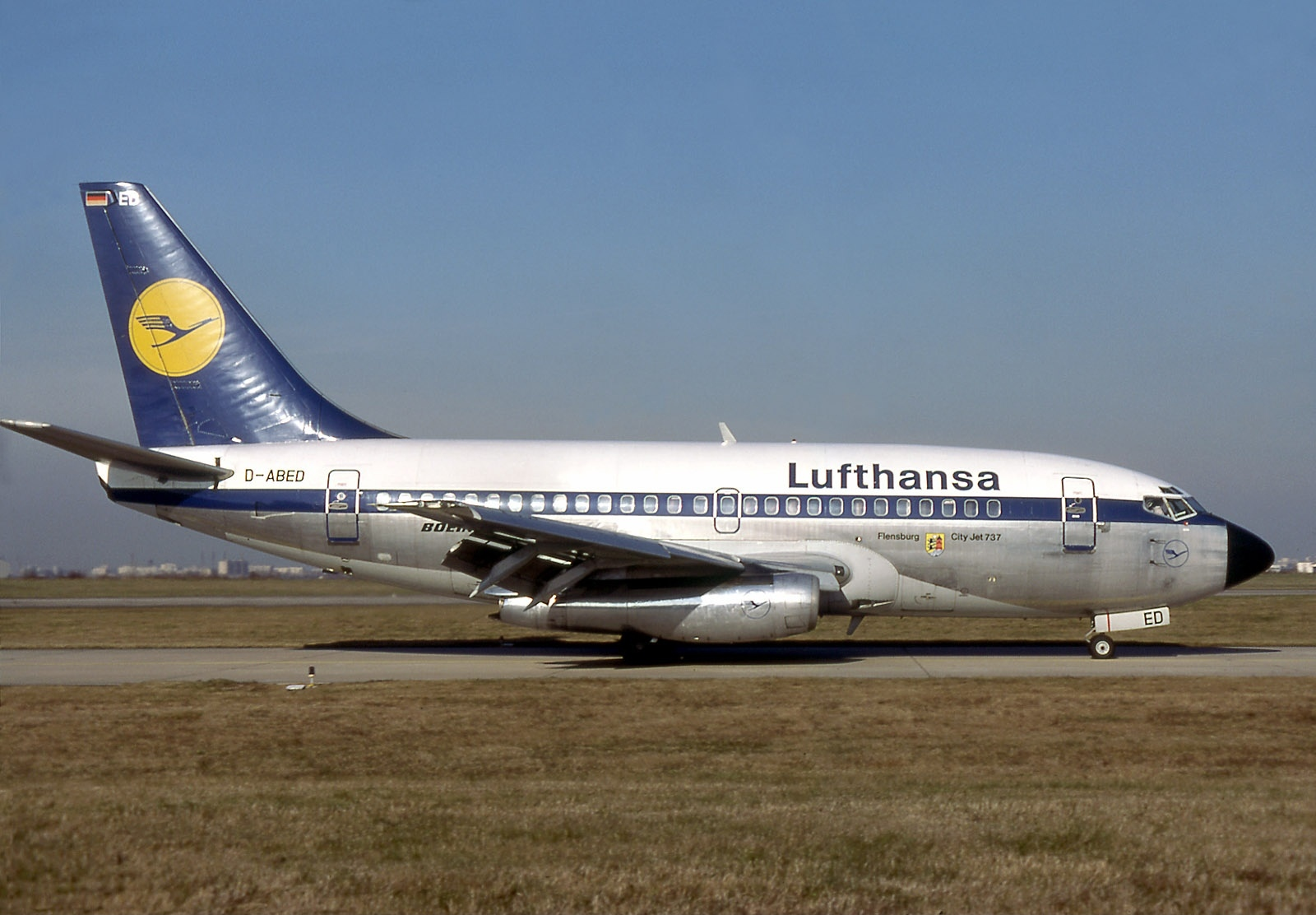
A Lufthansa volt a Boeing 737-es első megrendelője, amellyel 1968-ban üzemeltettek először járatot

A légitársaság 1964-ben vezette be a Boeing 727-est, és még abban a májusban elindította Frankfurtból Anchorage-on keresztül Tokióba tartó sarki útvonalát. 1965 februárjában a vállalat huszonegy Boeing 737-est rendelt, amelyek 1968-ban álltak szolgálatba. A Lufthansa volt a Boeing 737-es első megrendelője, és egyike volt a 737-100-as négy vásárlójának (a többiek a NASA, a Malaysia-Singapore Airlines és az Avianca voltak – bár a NASA repülőgépét építették meg előbb). A Lufthansa volt az első külföldi megrendelője a Boeing utasszállító repülőgépének.

### 1970-es és 1980-as évek: A szélestörzsű repülőgépek korszaka
A Lufthansánál a szélestörzsű repülőgépeinek korszaka 1970. április 26-án egy Boeing 747-es repülőgéppel kezdődött. Ezt követte 1973. november 12-én a DC-10-30-as, majd 1976-ban az első Airbus A300-as bevezetése. 1979-ben a Lufthansa és a Swissair lett az Airbus A310-es első vásárlója, huszonöt repülőgépre szóló megrendeléssel.

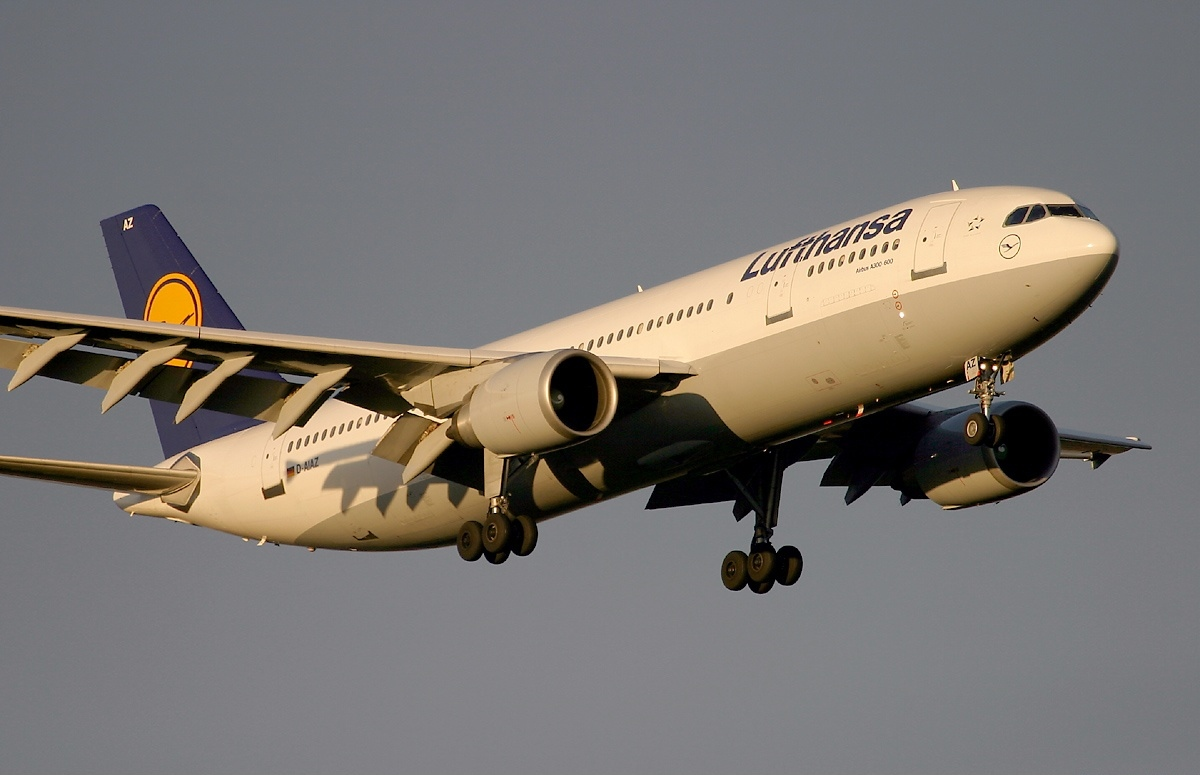
A Lufthansa 2009-ig üzemeltette a nagy kapacitású Airbus A300-600-ast belföldi és európai útvonalakon.

A vállalat flottamodernizációs programja 1985. június 29-én kezdődött, tizenöt Airbus A320-as és hét Airbus A300-600-as megrendelésével. Néhány nappal később tíz Boeing 737-300-ast is rendeltek. Mindegyiket 1987 és 1992 között szállították le. A Lufthansa Airbus A321-es, Airbus A340-es és Boeing 747-400-as típusú repülőgépeket is vásárolt.
1987-ben a Lufthansa az Air France-szal, az Iberiával és a Scandinavian Airlines-szal együtt megalapította az Amadeus informatikai céget (más néven GDS), amely lehetővé tette az utazási irodák számára, hogy az alapító és más légitársaságok szolgáltatásait egyetlen rendszer segítségével értékesítsék.
A Lufthansa 1988-ban új arculatot vett fel. A flotta új festést kapott, a kabinok, a városi irodák és a repülőtéri várók pedig újratervezésre kerültek.

### 1990-es és 2000-es évek: További terjeszkedés
1990. október 28-án, 25 nappal az újraegyesítés után Berlin ismét a Lufthansa célállomása lett. 1997. május 18-án a Lufthansa, az Air Canada, a Scandinavian Airlines, a Thai Airways International és a United Airlines megalakította a Star Alliance-t, a világ első légiszövetségét.
1995 elején a Lufthansa néhány szerkezeti változtatást hajtott végre, amelyek célja a csoport független operatív vállalatainak létrehozása volt, mint például a Lufthansa Technik, a Lufthansa Cargo és a Lufthansa Systems. A Lufthansa-csoporthoz később csatlakozott három új vállalat: az LSG Sky Chefs, a Condor és a Lufthansa CityLine.
1994-ig a Német Szövetségi Köztársaság nemzeti légitársaságának számította Lufthansa, ekkor csökkent a szövetségi tulajdon aránya 50% alá. 1997-re a társaságot teljesen privatizálták.
1999-ben a Lufthansa részt vett a German Business Foundation kezdeményezésében, amely a német vállalatok ellen a második világháború idején elkövetett bűncselekmények, köztük a kényszermunka alkalmazása, miatt indított csoportos keresetekkel foglalkozik, és állítólag több tízmillió német márkát fizetett ki. Ugyanebben az évben a Lufthansa megbízta Lutz Budrass tudóst, hogy vizsgálja ki, hogy elődje, a Deutsche Luft Hansa milyen kényszermunkát alkalmazott a második világháború alatt; Dr. Budrass tanulmányát több mint egy évtizedig nem volt hajlandó közzétenni.
2000-ben az Air One a Lufthansa partner légitársasága lett, és az Air One szinte minden járata közös kódot használt a Lufthansával egészen addig, amíg az Alitalia meg nem vásárolta az Air One-t. A Lufthansa általában is jól teljesít nyereség tekintetében, de még a 2001. szeptember 11-ei terrortámadások után is sikerült nyereségesnek maradnia. Míg sok más légitársaság leépítéseket jelentett be (jellemzően az alkalmazottak 20%-át), a Lufthansa megtartotta meglévő alkalmazottait. 2001. december 6-án a Lufthansa 15 darab Airbus A380-as repülőgépre szóló megrendelést jelentett be, további 10 opcióval, amelyet december 20-án megerősítettek. Az A380-as flottát kizárólag a Frankfurtból induló hosszú távú járatokhoz használták.
2003 júniusában a Lufthansa megnyitotta a Müncheni repülőtér 2-es terminálját, hogy tehermentesítse a fő bázisát, Frankfurtot, amely kapacitáshiánnyal küzdött. Ez az egyik első olyan terminál Európában, amely részben egy légitársaság tulajdonában van. 2004. május 17-én a Lufthansa lett a Connexion by Boeing fedélzeti online szolgáltatás első ügyfele.
2003 őszén az akkori ügyvezető alelnök, Thierry Antinori által kezdeményezett új értékesítési stratégia végrehajtása, amelynek célja az volt, hogy a vállalatot alkalmassá tegye a digitális korszakra, az utazási irodák jutalékfizetésének eltörléséhez vezetett. A stratégia teljesen megváltoztatta a német utazási üzletágat, mivel egyrészt számos utazási iroda eltűnt a piacról, másrészt pedig új digitális értékesítési platformok jelentek meg.
2005. március 22-én a Swiss International Air Lines-t megvásárolta a Lufthansa holdingtársasága. Az adásvétel tartalmazta azt a rendelkezést, hogy a többségi részvényeseknek (a svájci kormánynak és a svájci nagyvállalatoknak) fizetséget ajánlanak fel, ha a Lufthansa részvényeinek árfolyama az egyesülést követő években egy légitársasági indexnél jobban teljesít. A két vállalatot továbbra is külön-külön fogják működtetni.
2006. december 6-án a Lufthansa 20 darab Boeing 747-8-asra adott megrendelést, és ezzel az utasszállító típus első megrendelője lett. A légitársaság ráadásul a második európai légitársaság, amely egy Airbus A380-as repülőgépet üzemeltet (az Air France után). Az első A380-ast 2010. május 19-én adták át, míg az első 747-8-as 2012-ben állt szolgálatba.
2008 szeptemberében a Lufthansa-csoport bejelentette, hogy részesedést kíván vásárolni a Brussels Airlinesban (SN). 2009 júniusában az Európai Bizottság megadta a szabályozási jóváhagyást, és a Lufthansa megvásárolta az SN 45%-át. 2016 szeptemberében a Lufthansa bejelentette, hogy 2,6 millió euróért megvásárolja a Brussels Airlines fennmaradó részét. A tranzakció 2017. január elején zárult le. A döntést részben a 2016-os brüsszeli terrortámadás után hozták meg, amelyek miatt a légitársaság április 3-ig napi közel 5 millió eurós veszteséget könyvelhetett el.
2009 szeptemberében a Lufthansa az Európai Bizottság jóváhagyásával megvásárolta az Austrian Airlines-t. 2010. június 11-én egy Airbus A380-as által kiszolgált járat indult Frankfurt és Tokió között.

### 2010-es évek: Megszorítások

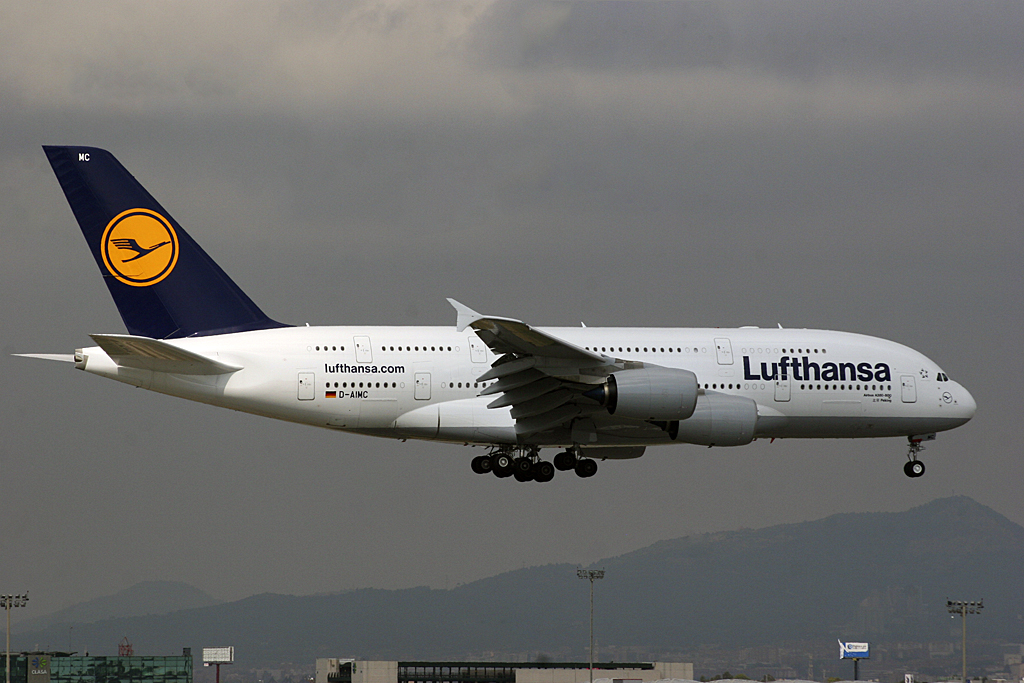
Lufthansa Airbus A380-800

Miután 2010 első negyedévében 381 millió eurós, 2011-ben pedig a gazdasági recesszió és az átszervezési költségek miatt további 13 millió eurós veszteséget könyvelt el, a Lufthansa 3500 adminisztratív állást, vagyis a 16 800 fős irodai állás mintegy 20 százalékát szüntette meg. 2012-ben a Lufthansa SCORE néven szerkezetátalakítási programot jelentett be az üzemi eredmény javítása érdekében. A szerkezetátalakítási terv részeként a vállalat megkezdte a frankfurti, müncheni és düsseldorfi csomópontjain kívüli összes rövid távú járat átadását a Germanwings nevű, újonnan létrehozott fapados légitársaságnak.
2013 szeptemberében a Lufthansa-csoport bejelentette eddigi legnagyobb megrendelését, 59 széles törzsű repülőgépre, listaáron több mint 14 milliárd euró értékben. Ugyanebben az évben korábban a Lufthansa 100 új generációs keskeny törzsű repülőgépre adott megrendelést.
A csoport régóta vitában áll a Vereinigung Cockpit szakszervezettel, amely egy olyan rendszert követel, amelyben a pilóták 55 éves korukban nyugdíjba mehetnek, és fizetésük 60%-át megtarthatják, ami a Lufthansa szerint már nem megfizethető. A Lufthansa pilótái a csoporthoz tartozó Germanwings pilótáival együtt 2014 áprilisában háromnapos országos sztrájkot tartottak követeléseik támogatásáért. A pilóták 2014 szeptemberében, a nyári szünet végén hatórás sztrájkot tartottak, amelynek következtében 200 Lufthansa- és 100 Germanwings-járatot töröltek.

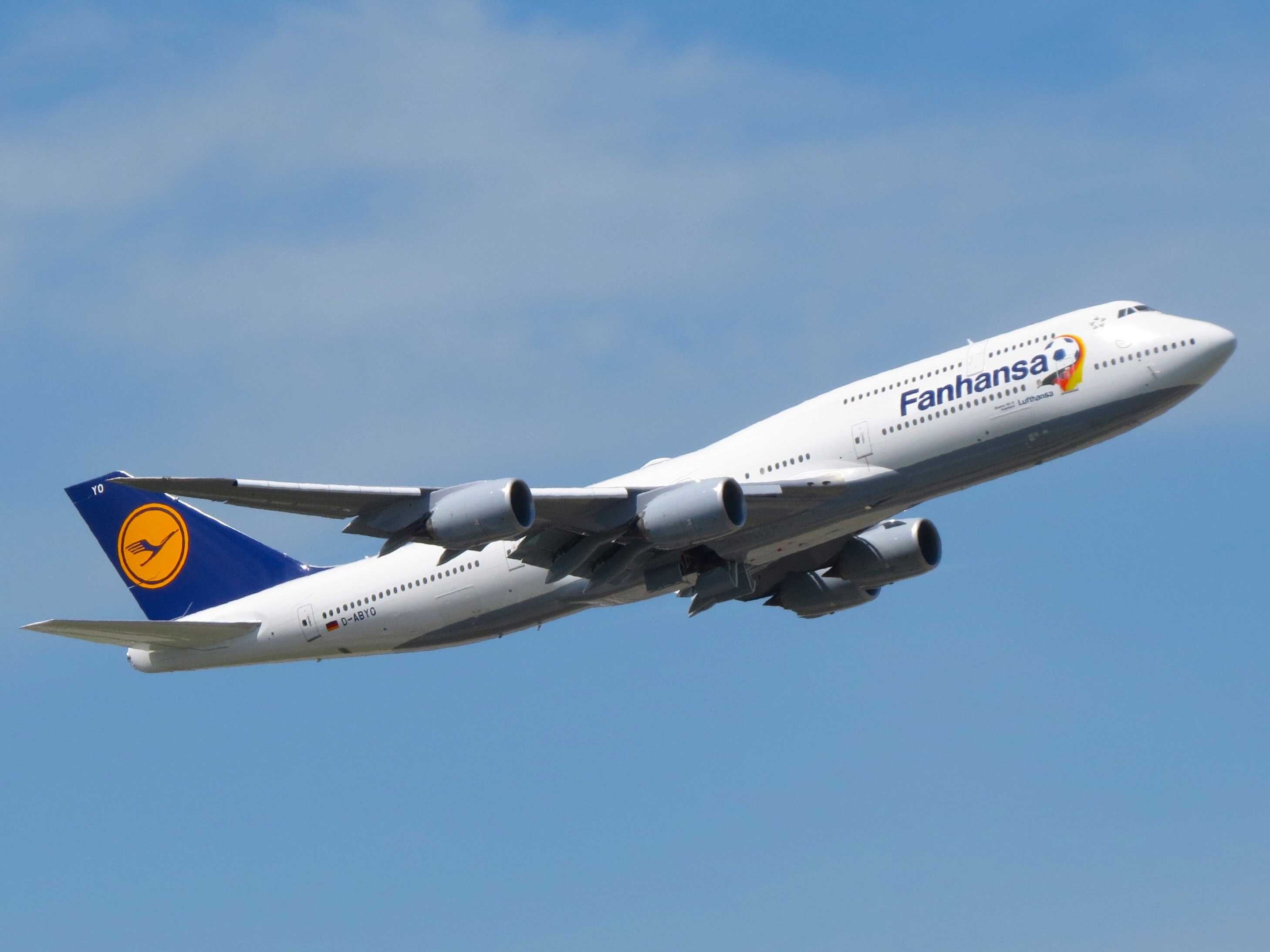
A Lufthansa egyik Boeing 747-es repülőgépe a "Fanhansa" nevezetű arculattal

A 2014-es labdarúgó-világbajnokság alatt a flotta egy része a "Fanhansa" nevet viselte.
2014 novemberében a Lufthansa 1,25 milliárd dollár értékű kiszervezési megállapodást kötött az IBM-mel, amelynek keretében az amerikai vállalat átveszi a légitársaság informatikai infrastruktúra-szolgáltatási részlegét és személyzetét.
2015 júniusában a Lufthansa bejelentette, hogy gazdasági okokból 2015 októberéig bezárja kis hosszú távú járatokkal foglalkozó bázisát a düsseldorfi repülőtéren. Akkoriban a bázis két Airbus A340-300-asból állt, amelyek Newarkot és Chicagót szolgálták ki. Ennek eredményeképpen a Düsseldorfból Chicagóba induló járatot először szezonálissá tették, majd a 2015-ös téli szezonra felfüggesztették, végül pedig teljesen megszüntették. A Newarkba induló járatot azonban kezdetben fenntartották. A 2015. téli menetrendtől a 2016. téli menetrend végéig Düsseldorfot olyan repülőgépek szolgálták ki, amelyek a München-Newark útvonalon is közlekedtek. A Düsseldorf-Newark útvonal 2018. november 30-án megszűnt, amelyet egy Airbus A330-300-as repülőgéppel üzemeltettek. A bázisukat hivatalosan 2019 márciusában zárták be.
2016. március 22-én a Lufthansa megszüntette a Boeing 737-500-asok üzemeltetését. A légitársaság utolsó Boeing 737-esét (egy 737-300-ast) 2016. október 29-én, egy Milánó-Frankfurt járat után nyugdíjazták. A Lufthansa közel 50 éven át üzemeltette a 737-es több változatát, az első repülőgépet pedig 1967. december 27-én adták át.
2017. december 4-én a Lufthansa lett az első európai légitársaság, amely megkapta a Skytrax 5 csillagos minősítését. A Skytrax szerint a pozitív értékelés egyik fő tényezője az új üzleti osztályú kabin és ülőhelyek bejelentése volt, amelyet 2020-ban vezettek be. Bár ezzel a Lufthansa a 10. légitársaság, amely ezt a díjat birtokolja, a valóságban az 5. csillagot egy olyan szolgáltatás kapta, amelyet két évvel az értékelése után kellett volna bevezetni.  Ennek örömére a Lufthansa egy Airbus A320-ast és egy Boeing 747-8-ast festett "5 Starhansa" arculatúra.
2018 márciusában a Lufthansa és más légitársaságok, például a British Airways és az American Airlines elfogadta a kínai kormány azon kérelmét, hogy Tajvan Kína részeként szerepeljen az ajánlataikban.
2019 márciusában a Lufthansa 20 darab Boeing 787-9-es és további 20 darab Airbus A350-900-as repülőgépet rendelt a saját és a csoport flottájának cseréje és bővítése céljából. A légitársaság azt is bejelentette, hogy 2022-től kezdődően hat A380-as repülőgépet ad el az Airbusnak.

### 2020-as évek: Covid-19 járvány és kilábalás

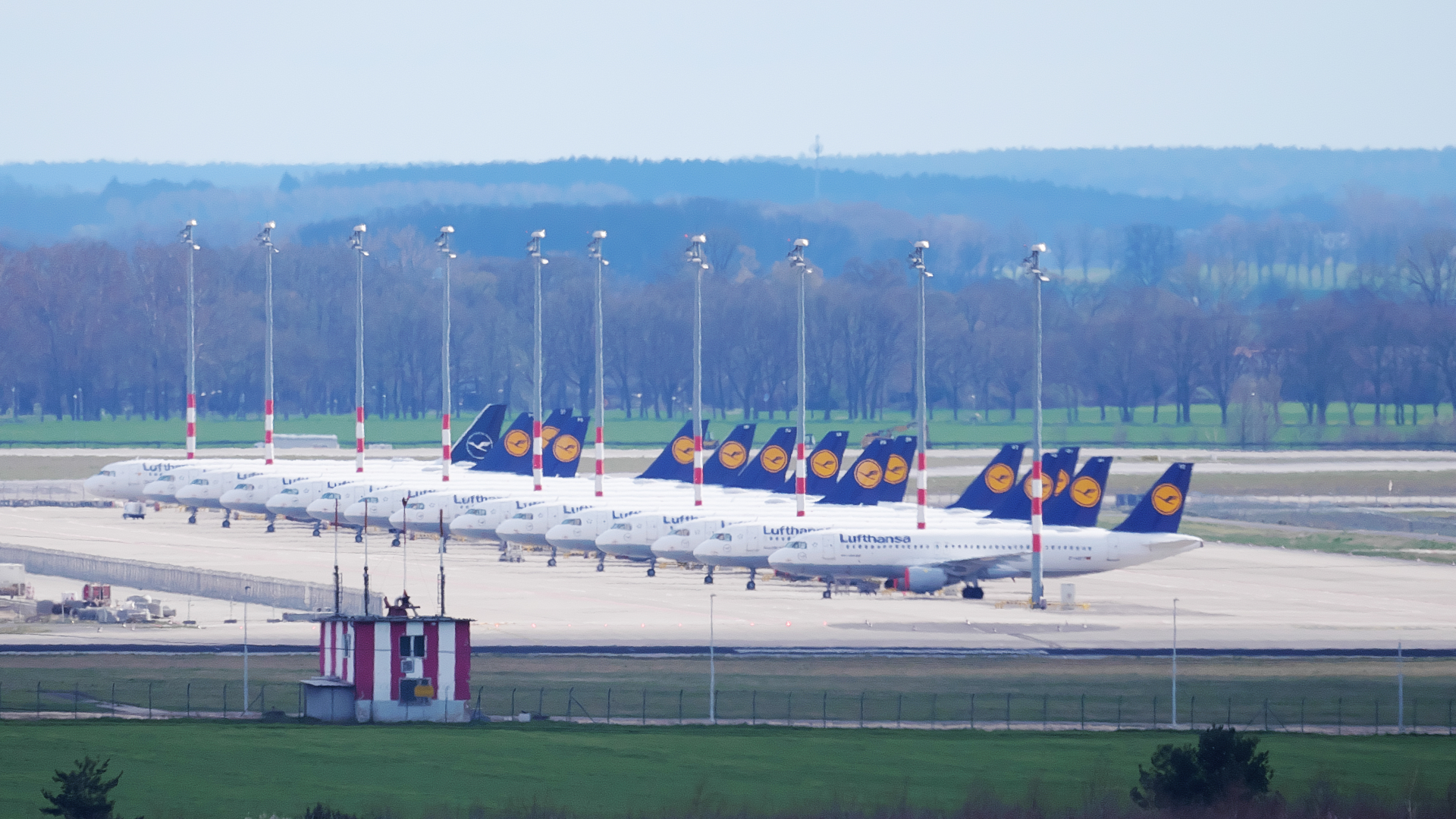
A Lufthansa 15 repülőgépe, amelyek 2020. március 21-én a Berlin-Brandenburg repülőtéren parkoltak, miután 2020. március 19-én a légitársaság a járatainak a 95 százalékát törölte.

2020. március 19-én a Lufthansa a COVID-19 világjárvány miatt elrendelt utazási tilalom miatt az összes járat 95 százalékát törölte. Ennek következtében a légitársaság 2020 áprilisáig óránként 1 millió eurós veszteséget szenvedett el. Bár a Lufthansa 2020-ban egész évben csökkentette költségeit, a folyamatos egészségügyi kockázatok és az utazási korlátozások 2021 elején még mindig átlagosan mintegy 500 000 eurós óránkénti veszteséget okoztak.
Május 14-én a Lufthansa-csoport bejelentette, hogy június végéig heti 1800 járatot tervez üzemeltetni. A Lufthansa-csoport járatain utazó valamennyi utasnak maszkot kellett viselnie a fedélzeten.
Június 25-én a Deutsche Lufthansa AG részvényesei elfogadták a 9 000 000 000 000 eurós mentőcsomagot, amely a tőkével kapcsolatos intézkedésekből és a Szövetségi Gazdasági és Energiaügyi Minisztérium Gazdasági Stabilizációs Alapjának (WSF) bevonásából állt. Az intézkedések, amelyeket a fő részvényes, Heinz Hermann Thiele kezdeti ellenkezése után fogadtak el, a kormánynak 20%-os részesedést biztosítottak a légitársaságban.
2021 januárjában Carsten Spohr, a Lufthansa vezérigazgatója bejelentette, hogy a teljes, jelenleg tárolt Airbus A340-600-as flottát azonnali hatállyal kivonják a forgalomból, és nem állítják többé szolgálatba. Ezt a döntést később felülbírálták, és több A340-600-as repülőgép több hónapos raktározást követően 2021-ben ismét szolgálatba állt. A Lufthansa 2021 júniusában közölte, hogy a világjárvány idején kapott állami támogatást lehetőleg még a 2021 szeptemberében esedékes német szövetségi választások előtt vissza akarja fizetni. Szintén 2021 júniusában a Lufthansa közölte, hogy megváltoztatja kommunikációját, hogy a nemek szempontjából semlegesebb és befogadóbb nyelvezetet alkalmazzon. Nem használ többé olyan kifejezéseket, mint a "Hölgyeim és Uraim".
2022 januárjában a légitársaság elismerte, hogy a járvány idején több mint 18 000 üres járatot üzemeltetett, hogy megtartsa a repülőtéri résideit.
2022 márciusában a Lufthansa eredetileg megerősítette, hogy a teljes Airbus A380-as flottáját kivonják a forgalomból, amely 2020 eleje óta raktárban állt. Ezt a döntést 2022 júniusában megváltoztatták, és a tervek szerint 2023-ig akár öt repülőgépet is visszahoznának a raktárból, hogy a müncheni repülőtérről szolgáljanak ki célállomásokat. Arra is van lehetőség, hogy a fennmaradó nyolc A380-as 2024-ig újra szolgálatba álljon, mivel a korábbi 14-ből hatot már eladtak.
2022 májusában a Skytrax a korábban említett 5 csillagos minősítésről, amelyet 2017 óta első európai légitársaságként tartott, 4 csillagosra rontotta a Lufthansa általános minősítését.

## Célállomások
A Lufthansa belföldi és nemzetközi járatokat üzemeltet, kiszolgálva 190 célállomást a világ öt kontinensén.

### Codeshare partnerek
A Lufthansa a következő légitársaságokkal kötött codeshare-megállapodást:
| - Aegean Airlines - Air Astana - AirBaltic - Air Canada - Air China - Air Dolomiti* - Air India - Air Malta | - Air New Zealand - All Nippon Airways - Asiana Airlines - Austrian Airlines* - Avianca - Brussels Airlines* - Cathay Pacific - Copa Airlines | - Croatia Airlines - EgyptAir - Ethiopian Airlines - Etihad Airways - Eurowings* - Iran Air - LATAM Airlines - LOT | - Luxair - Scandinavian Airlines - Shenzhen Airlines - Singapore Airlines - South African Airways - SunExpress* - Swiss International Air Lines* - TAP Portugal | - Thai Airways International - Turkish Airlines - United Airlines - Vistara |

* A Lufthansa-csoport tagja

## Flotta
| Típus           | Szolgálatban | Megrendelés | Utasok | Utasok | Utasok | Utasok | Utasok   | Megjegyzés |
| Típus           | Szolgálatban | Megrendelés | F      | C      | W      | Y      | Összesen | Megjegyzés |
| --------------- | ------------ | ----------- | ------ | ------ | ------ | ------ | -------- | --- |
| Airbus A319–100 | 26           | —           | 0      | 36     | 0      | 102    | 138      | |
| Airbus A320–200 | 53           | —           | 0      | 42     | 0      | 126    | 168      | |
| Airbus A320neo  | 30           | 53          | 0      | 42     | 0      | 138    | 180      | Első üzemeltetője. |
| Airbus A321–100 | 20           | —           | 0      | 39     | 0      | 161    | 200      | Első üzemeltetője. |
| Airbus A321–200 | 43           | —           | 0      | 39     | 0      | 161    | 200      | |
| Airbus A321neo  | 15           | 26          | 0      | 42     | 0      | 173    | 215      | |
| Airbus A330–300 | 13           | —           | 0      | 42     | 28     | 185    | 255      | |
| Airbus A340–300 | 17           | —           | 0      | 30     | 28     | 221    | 279      | Legnagyobb üzemeltetője. 2022 közepétől Airbus A350–900 és Boeing 787-9 repülőgépekre cserélik le őket.                                         |
| Airbus A340–300 | 17           | —           | 0      | 42     | 28     | 181    | 251      | Legnagyobb üzemeltetője. 2022 közepétől Airbus A350–900 és Boeing 787-9 repülőgépekre cserélik le őket.                                         |
| Airbus A340–300 | 17           | —           | 0      | 42     | 0      | 225    | 267      | Legnagyobb üzemeltetője. 2022 közepétől Airbus A350–900 és Boeing 787-9 repülőgépekre cserélik le őket.                                         |
| Airbus A340–300 | 17           | —           | 0      | 18     | 21     | 261    | 300      | Legnagyobb üzemeltetője. 2022 közepétől Airbus A350–900 és Boeing 787-9 repülőgépekre cserélik le őket.                                         |
| Airbus A340–600 | 5            | —           | 8      | 56     | 28     | 189    | 281      | Az első öt darab 2021 végén érkezett vissza a raktárból. Bostonba, New Yorkba, Los Angelesbe és esetleg Szöulba fognak közlekedni.              |
| Airbus A340–600 | 5            | —           | 8      | 44     | 32     | 213    | 297      | Az első öt darab 2021 végén érkezett vissza a raktárból. Bostonba, New Yorkba, Los Angelesbe és esetleg Szöulba fognak közlekedni.              |
| Airbus A350–900 | 20           | 27          | 0      | 48     | 21     | 224    | 293      | A tervezett szállítások 2029-ig tartanak, és az Airbus A340-300-as típusú repülőgépeket váltják fel.                                            |
| Airbus A350–900 | 20           | 27          | 0      | 36     | 21     | 262    | 319      | A tervezett szállítások 2029-ig tartanak, és az Airbus A340-300-as típusú repülőgépeket váltják fel.                                            |
| Airbus A350–900 | 20           | 27          | 0      | 30     | 24     | 241    | 295      | Négy repülőgépet a Philippine Airlines-tól vettek át, megőrizve eredeti kabinterüket.                                                           |
| Airbus A380–800 | 8            | —           | 8      | 78     | 52     | 371    | 509      | 6 darabot eladtak az Airbusnak. A Lufthansa 2023 nyaráig legalább négy A380-ast újra üzembe helyez, és 2024-ig további négyre is opciót tart.   |
| Boeing 747–400  | 8            | —           | 0      | 67     | 32     | 272    | 371      | Mindegyiket 2025-ig nyugdíjazzák és Boeing 777-9-esekkel váltják fel.                                                                           |
| Boeing 747–400  | 8            | —           | 0      | 53     | 32     | 308    | 393      | Mindegyiket 2025-ig nyugdíjazzák és Boeing 777-9-esekkel váltják fel.                                                                           |
| Boeing 747–8I   | 19           | —           | 8      | 80     | 32     | 244    | 364      | A 747-8I legnagyobb üzemeltetője A flottájában van a D-ABYP lajstromszámú repülőgép is, ami az 1500. legyártott Boeing 747-es.                  |
| Boeing 747–8I   | 19           | —           | 8      | 92     | 32     | 208    | 340      | A 747-8I legnagyobb üzemeltetője A flottájában van a D-ABYP lajstromszámú repülőgép is, ami az 1500. legyártott Boeing 747-es.                  |
| Boeing 777–9X   | —            | 20          | TBA    | TBA    | TBA    | TBA    | TBA      | A kiszállítás késik, jelenleg 2025-től tervezik. A Boeing 747–400 és az Airbus A340–300 típusú repülőgépeket fogja helyettesíteni.              |
| Boeing 787-9    | 2            | 30          | —      | 26     | 21     | 247    | 294      | Kiszállítások 2022-től. Az Airbus A340–300-as helyettesítésére. Néhány repülőgépet valószínűleg a SWISS és/vagy az Austrian Airlines fog kapni. |
| Összesen        | 279          | 156         |        |        |        |        |          | |

## Vállalati adatok
- utasszám (2019): 145 millió

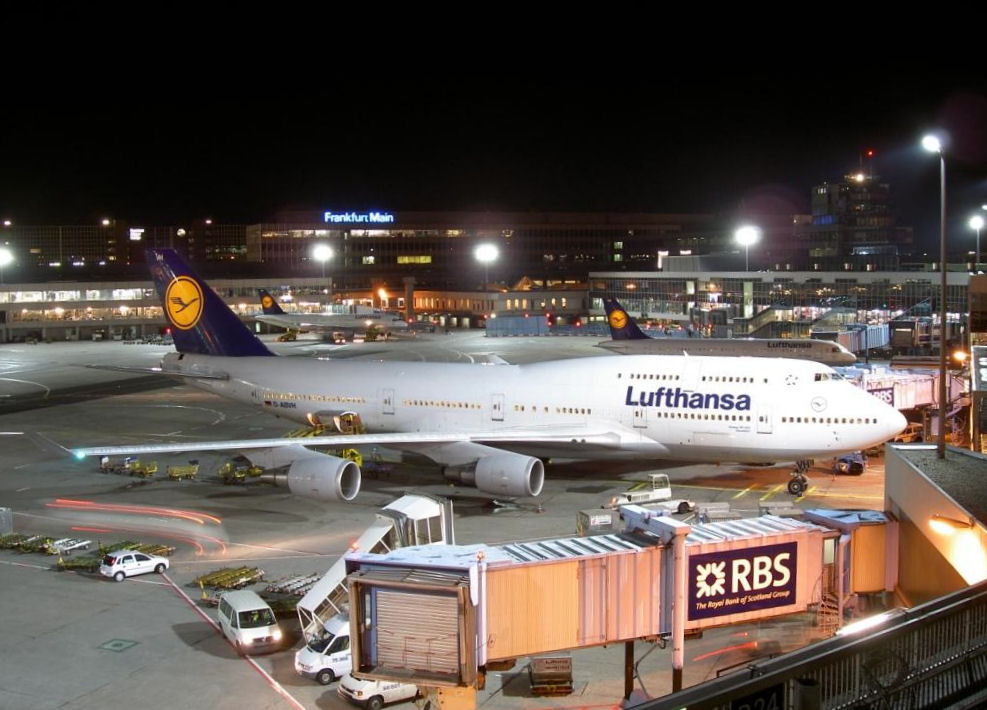
Lufthansa Boeing 747-400

- kapacitáskihasználtság (2019): 83%
- áruszállítás (2019): 7,2 millió tonna
- alkalmazottak száma (2011. november): 138 400
- árbevétel (2019-ben): 36,424 milliárd euró
- üzemi eredmény:
  - 2016: 1,776 milliárd euró
  - 2017: 2,364 milliárd euró
  - 2018: 2,163 milliárd euró
  - 2019: 1,213 milliárd euró

### Központ

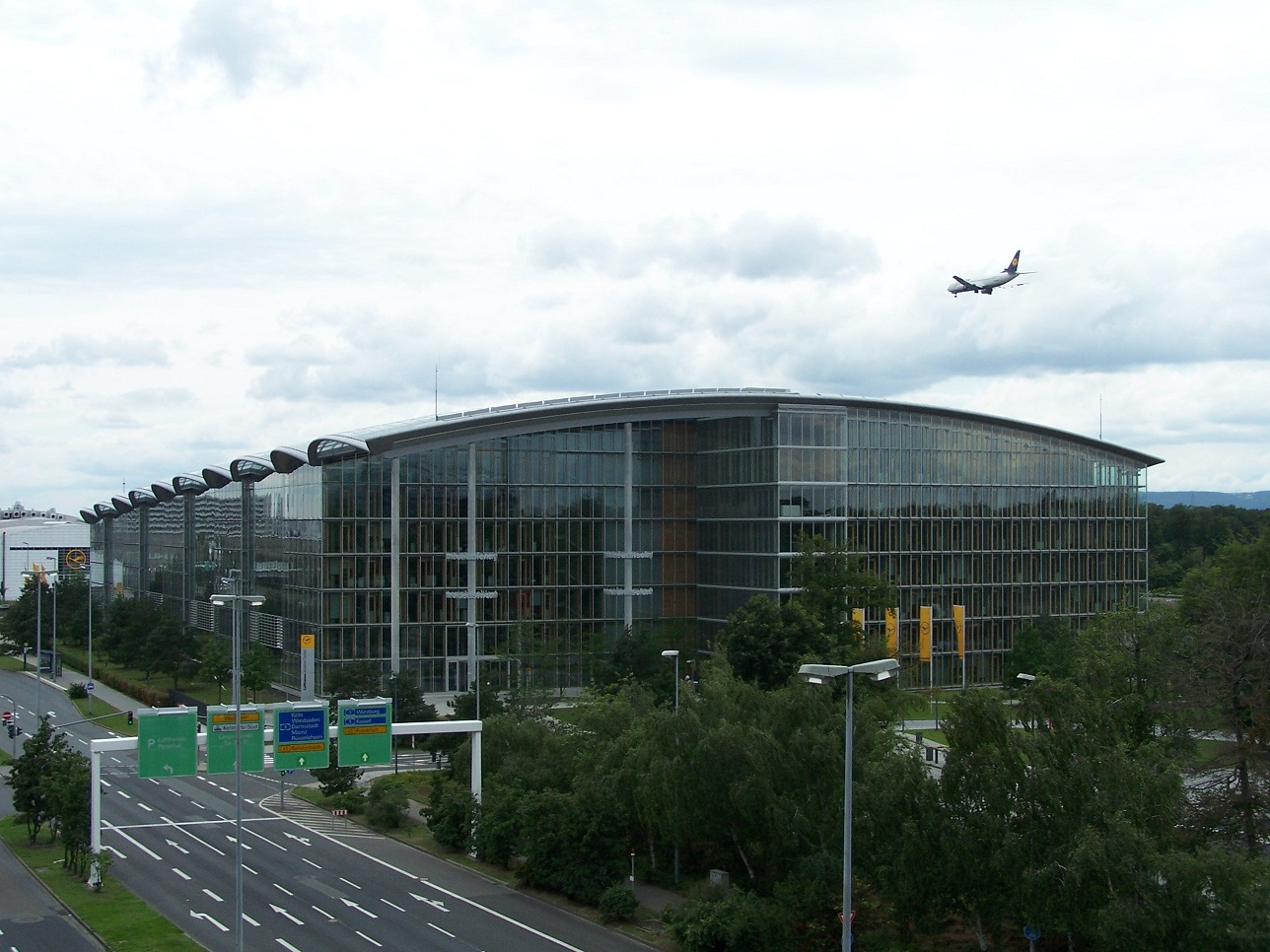
Lufthansa Aviation Center

A Lufthansa vállalati székhelye Németországban, Kölnben van bejegyezve. 1971-ben a The New York Times újságírója Lawrence Fellows megírta, hogy a Lufthansa elfoglalta újonnan épült "csillogó" székházát. 1986-ban terroristák bombát robbantottak a Lufthansa központjánál. A robbantásban senki sem sebesült meg.
2006-ban lerakták a Lufthansa új főhadiszállásának alapkövét Köln Deutz városrészében. 2007 végéig a Lufthansa tervei szerint a pénzügyi osztállyal együtt mintegy 800 munkavállaló átköltözik az új épületbe. A Lufthansa számos szervezeti egysége nem a székhelyen található. A vállalati kapcsolatok, a befektetői kapcsolatok és a média kapcsolatok osztályai a Frankfurti repülőtéren a Lufthansa Aviation Centerben kaptak helyet.

### Leányvállalatok

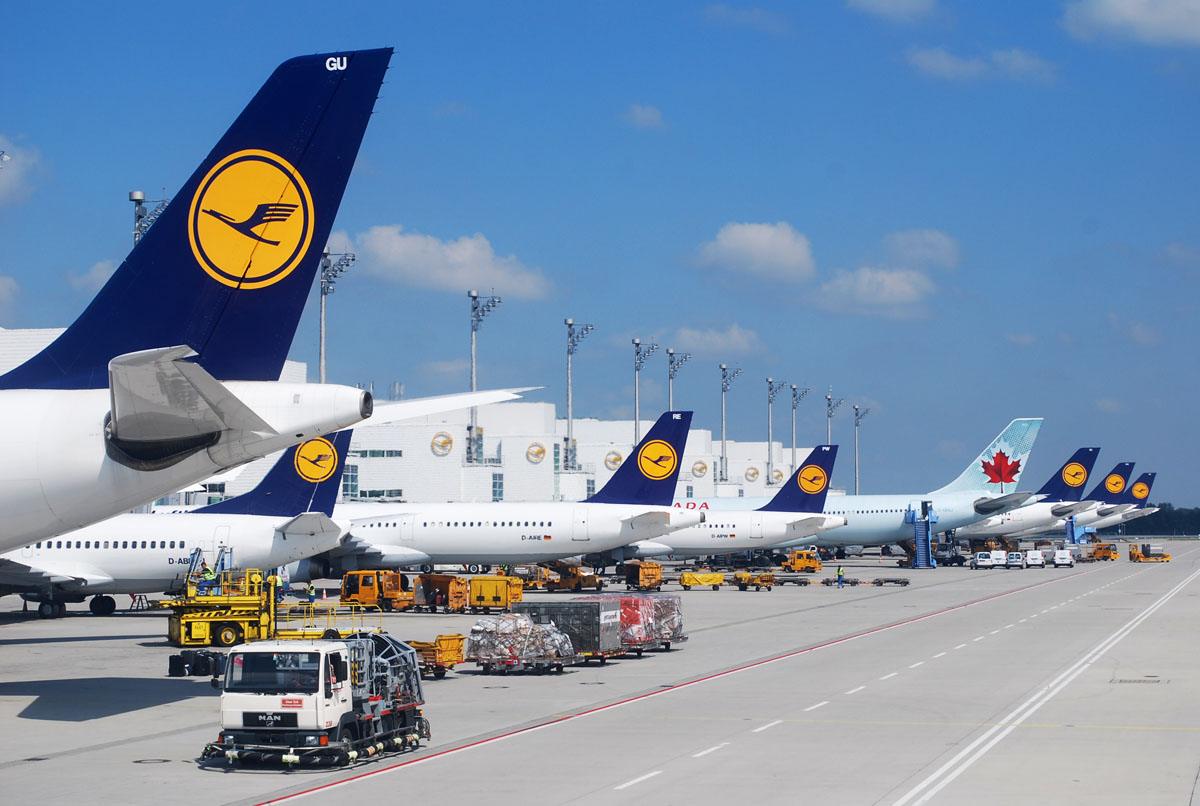
A Lufthansa és az Air Canada repülőgépei a müncheni repülőtéren

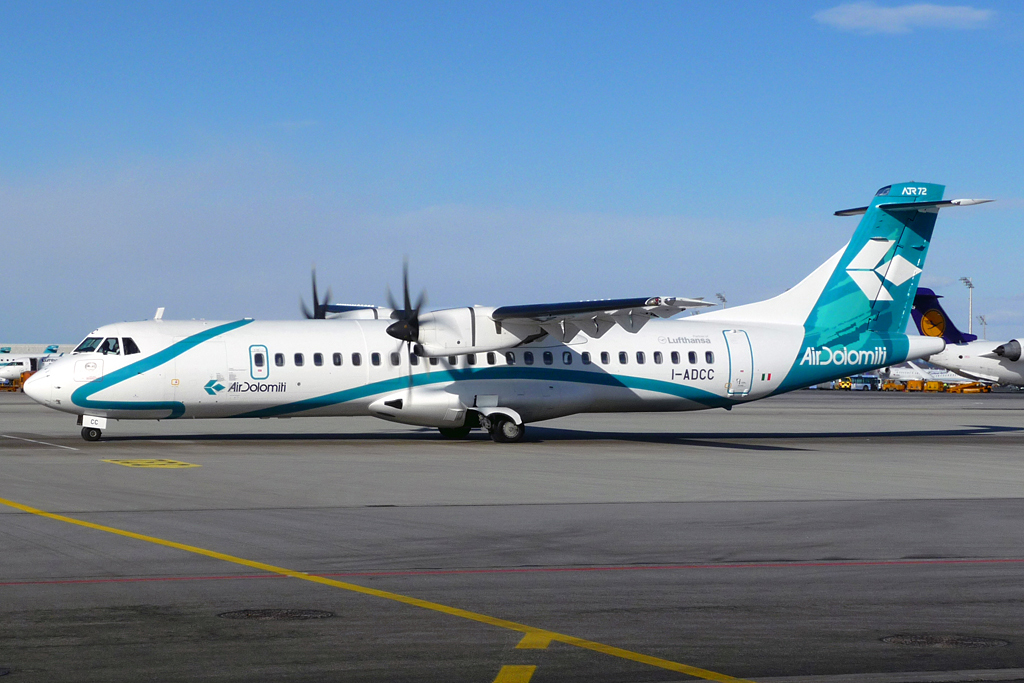
ATR 72–500 – Air Dolomiti

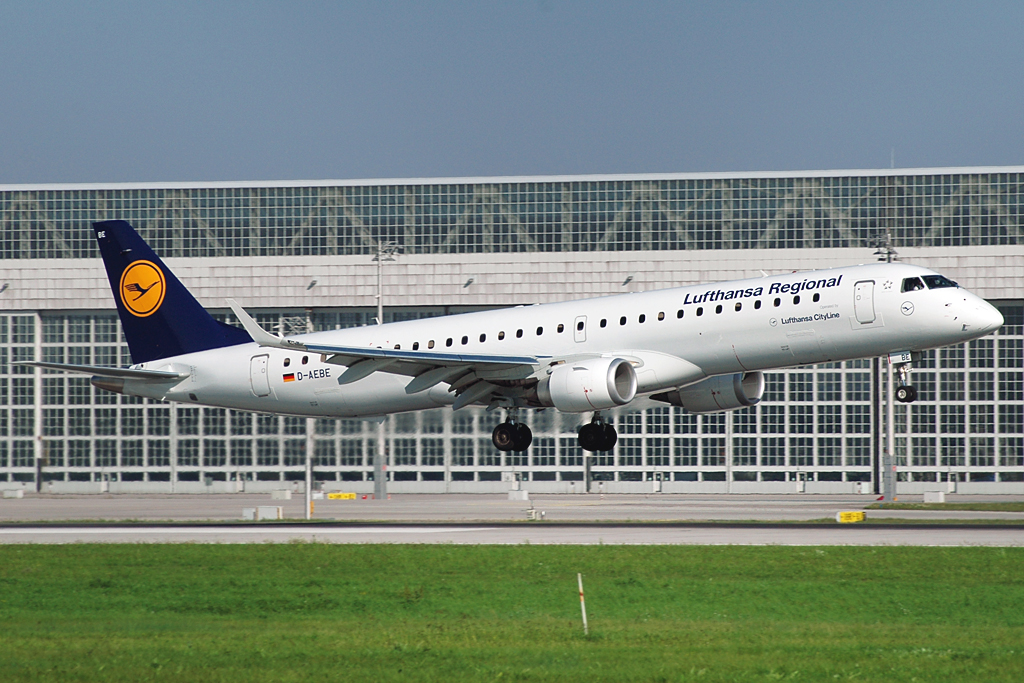
Embraer – Lufthansa Cityline helyi színekben

A fő tevékenysége mellett a Lufthansának számos leányvállalata van, többek között:

Leány légitársaságok:
- Air Dolomiti, veronai székhelyű légitársaság Olaszországban. Teljes mértékben a Lufthansa tulajdona.
- AeroLogic, a Lufthansa és a DHL közös vegyesvállalata Németországban
- Austrian Airlines, Ausztria nemzeti légitársasága schwechati székhellyel. Teljes mértékben a Lufthansa tulajdona.
- Brussels Airlines: a Lufthansa 2009. július 1-jén megszerezte a belga nemzeti légitársaság 45%-át, továbbá 2011-ig a vételi opciós jogokat a fennmaradó részre.
- Edelweiss Air, a Swiss International charter részlege.
- Eurowings, regionális társaság. Teljes mértékben a Lufthansa tulajdona.[127]
- Eurowings Europe, Ausztriában bejegyzett diszkont légitársaság, a Lufthansa leányvállalata.
- Eurowings Discover, hosszú- és középtávú szabadidős légitársaság, a Lufthansa leányvállalata.
- Germanwings, korábban a Eurowings diszkont légitársaságaként működött. Teljes mértékben a Lufthansa tulajdona.
- Lufthansa Regional, regionális légitársaság, 100%-ban a Lufthansa tulajdona.
- Lufthansa Cargo, légi szállítmányozási vállalat. Teljes mértékben a Lufthansa tulajdona.
- Lufthansa CityLine, regionális társaság. Teljes mértékben a Lufthansa tulajdona.
- Luxair, a Lufthansa a vállalt 13%-át birtokolja.
- SunExpress, török légitársaság antalyai központtal. A cég 50%-át birtokolja a Lufthansa (a fennmaradó részét a Turkish Airlines).
- Swiss International Air Lines, bázeli központú légitársaság. Teljes mértékben a Lufthansa tulajdona.

További területek:

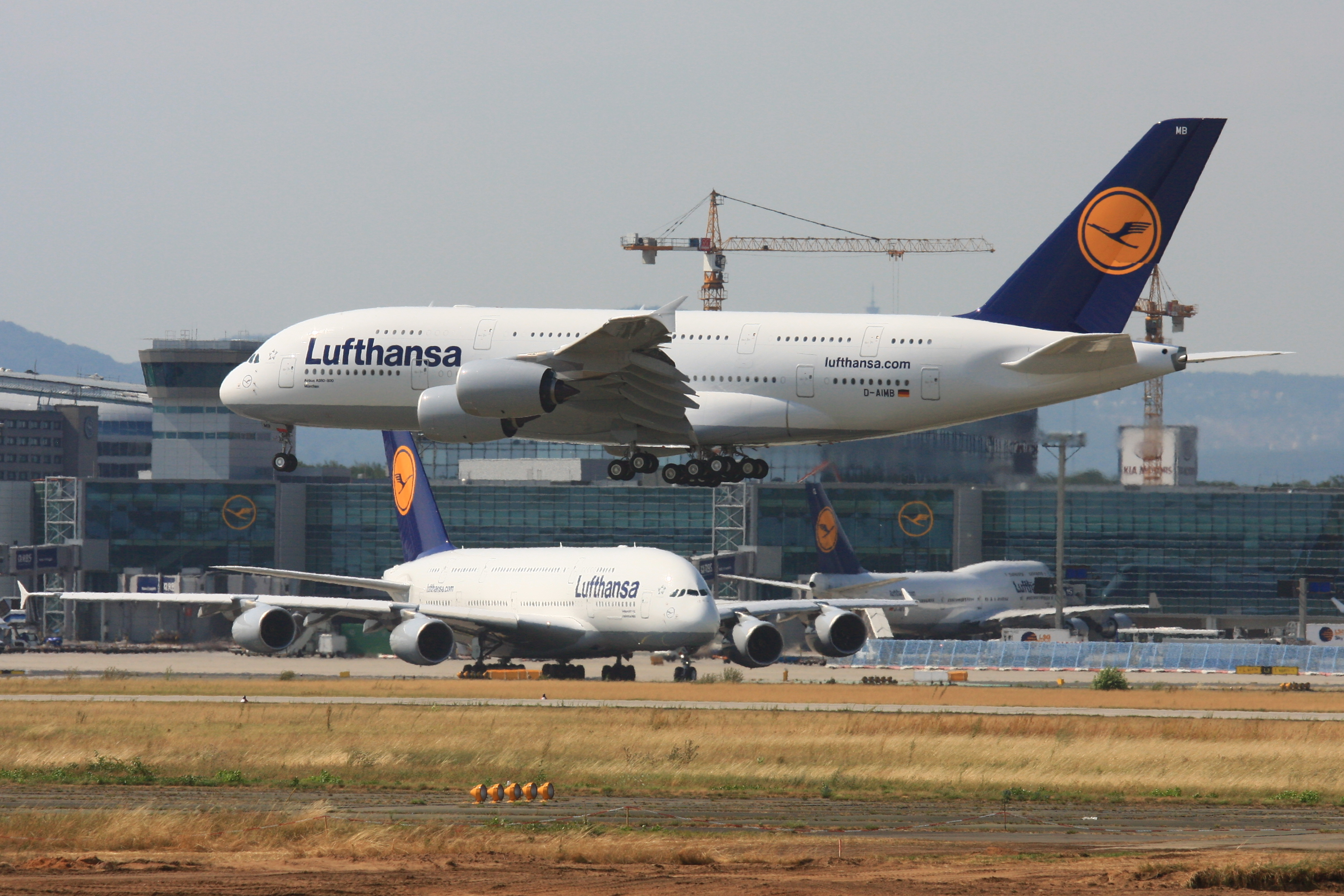
Két Airbus A380 és egy Boeing 747 repülőgép frankfurti repülőtéren

- Delvag, légi szállításra szakosodott biztosítótársaság.[128]
- Global Load Control, a világ vezető távoli szállítmány elosztó és kiegyensúlyozó szolgáltatója.[129]
- LSG Sky Chefs, a világ legnagyobb repülőjárat étkeztetője, mely a világpiac egyharmadát uralja.
- Lufthansa Commercial Holding, melyben a Lufthansa 19% részesedéssel bír. Az LCH kezeli a Lufthansa több, mint 400 szolgáltató és pénzügyi vállalatban meglévő részesedését.
- Lufthansa Consulting, nemzetközi légi közlekedési tanácsadó: légitársaságok, repülőterek és iparági szereplők részére.
- Lufthansa Flight Training, számos légitársaság számára végez hajózószemélyzeti oktatást és továbbképzést és főként itt képzik a saját légitársaságok pilótáit is.
- Lufthansa Regional, a márka által működtetett szövetség kisebb regionális légitársaságok számára. pl.: Lufthansa CityLine.
- Lufthansa Systems, a legnagyobb európai repülési informatikai szolgáltatója.
- Lufthansa Technik, légijármű karbantartó.

## Balesetek és incidensek

### Balesetek
Összesen 154 halálos áldozat 30 baleset során.
- 1959. január 11-én a légitársaság Lockheed L-1049G Super Constellation típusú, D-ALAK lajstromjelű, 502-es járatot teljesítő repülőgépe a Hamburg-Rio de Janeiro útvonalon a repülőtérnél zuhant le megközelítés közben, heves esőben. A legénység a minimálisan szükséges szint alá ereszkedett. A fedélzeten tartózkodó 39 utasból és személyzetből 3 maradt életben. Ez volt a Lufthansa első balesete az újjáalakulása után.[130]
- 1961. december 4-én egy Boeing 720-as repülőgép egy Frankfurtból Kölnbe tartó kiképzőrepülés során Mainz közelében ismeretlen okokból lezuhant, a gép három utasa életét vesztette. Ez volt az első baleset, amelyben egy ilyen típusú repülő volt érintett.[131][131]
- 1964. július 15-én egy másik Boeing 720-as kiképzőrepülés közben lezuhant, és a fedélzeten tartózkodó három ember, köztük Werner Baake életét vesztette (ez volt a repülőgép-típus mindössze második balesete). A baleset Ansbach közelében történt, miután a pilóták elvesztették uralmukat a repülőgép felett, amikor egy csűrőszárnyas forgást hajtottak végre.[132]
- 1966. január 28-án helyi idő szerint 17:50-kor a Lufthansa 005-ös járata, egy Convair CV 440-es leszállás közben lezuhant a brémai repülőtértől fél kilométerre. A fedélzeten tartózkodó 42 utas és a személyzet 4 tagja életét vesztette. A balesetet a rossz időjárás és a rossz látási viszonyok okozták.[133]
- 1974. november 20-án a Lufthansa 540-es járata, egy Boeing 747-130 típusú gép felszállás közben lezuhant a Jomo Kenyatta nemzetközi repülőtértől másfél kilométerre. A 140 utasból 55-en, a 17 fős személyzetből pedig 4-en vesztették életüket, így ez volt a légitársaság történetének legsúlyosabb balesete. Ez volt a harmadik eset, hogy egy Boeing 747-es szenvedett balesetet.[134]
- 1979. július 26.: Egy teherszállító gép, egy Boeing 707-330C zuhant le nem sokkal az után, hogy felszállt Rio de Janeiróban. A legénység három tagja vesztette életét a balesetben.
- 1988. január 2.: A Condor légitársaság (akkor a Lufthansa leányvállalata) egy Boeing 737–200 típusú gépe – egy nem menetrend szerinti járat Stuttgart és İzmir között – balesetet szenvedett az izmiri repülőtér közelében, Törökországban. A repülőgép nekiütközött egy magaslatnak 10,5 km-re a kifutópályától. Az öttagú legénység és a 11 utas mind meghalt. A baleset oka feltehetően a kifutópálya megközelítése közben helytelenül használt navigációs segítség volt.
- 1993. szeptember 14-én a Lufthansa 2904-es járata, egy Airbus A320-200-as típusú gép túlfutott a Varsó-Chopin reptér kifutópályáján, és a mögötte 90 méterre lévő töltésnek ütközött. Ezután tűz ütött ki a bal szárnyban és átterjedt az utastérbe. A balesetben a másodpilóta és egy utas halt meg. A gép Frankfurt am Mainből indult Varsóba, Lengyelországba.[135][136]
- 1999. július 7.: Egy Boeing 727–200F típusú teherszállító gép lezuhant, nem sokkal azután, miután Katmanduból felszállt. A legénység 5 tagja vesztette életét a balesetben.

### Eltérítések
- 1973. december 17-én öt terrorista a Róma-Fiumicino nemzetközi repülőtéren hat túszt ejtett és eltérítették a Lufthansa egyik Boeing 737-esét. A gépeltérítők végül Kuvaitban kötöttek ki, ahol december 18-án megadták magukat.[137]
- 1977. október 13-án a Lufthansa 181-es járatát, egy Boeing 737-200-as típusú gépet 91 fővel a fedélzeten eltérítettek és később megölték a kapitányát. A repülőt végül sikeresen megrohamozta a GSG 9 alakulat a szomáliai Mogadishu repülőterén.[138]
- 1993. február 13-án a Lufthansa 592-es járata, egy Airbus A310-300-as Frankfurtból Kairóba tartó repülőgépet eltérített egy 20 éves etióp férfi és azt követelte hogy New Yorkba menjenek. A gépeltérítő végül megadta magát, amikor megérkeztek a John Fitzgerald Kennedy nemzetközi repülőtérre.[139]

### Egyéb események
- 2007. március 25-én egy Frankfurtból Kairóba tartó járat kényszerleszállást hajtott végre Belgrádban, Szerbiában, mivel füst szivárgott az utastérbe. Senki nem sebesült meg komolyabban, egy utasnak azonban légzési nehézségei támadtak a füst belélegzése miatt.
- 2008. március 1-jén egy Airbus A320-as típusú gép az oldalszél miatt elsőre nem tudott leszállni a hamburgi repülőtéren. A szerencsétlenséget éppenhogy sikerült elkerülni, a repülő bal szárnya súrolta is a kifutópályát. Azonban újra megközelítve a repülőteret, egy másik kifutópályán a pilótáknak végül sikerült biztonságosan letenni a gépet.[140]
- 2012. augusztus 10-én egy Airbus A330-300-as összeütközött a United Express Bombardier DHC 8-as repülőgépével, miközben az Airbus a kifutópályához gurult a Washington Dulles nemzetközi repülőtéren. Egyik repülőgép utasa vagy legénységének tagja sem sérült meg.[141]
- 2018. június 11-én egy Airbus A340-300-as repülőgépet vontattak a frankfurti repülőtéren, amikor tűz ütött ki a vontatóban. A repülőgép orrában és pilótafülkéjében jelentős károk keletkeztek. A repülőtér tíz alkalmazottja, a földi személyzet és a mentőszolgálat munkatársai a füst belélegzése következtében könnyebb sérüléseket szenvedtek.[142]